# Xestocephalus minimus
Xestocephalus minimus är en insektsart som beskrevs av William Edward China 1935. Xestocephalus minimus ingår i släktet Xestocephalus och familjen dvärgstritar. Inga underarter finns listade i Catalogue of Life.